# Cinderella (film 1912)
Cinderella è un cortometraggio muto del 1912 diretto da Colin Campbell. Nel ruolo della protagonista, la nota attrice teatrale Mabel Taliaferro qui al suo debutto cinematografico. Al suo fianco, nel ruolo del Principe Azzurro, il marito Thomas Carrigan. La fata madrina fu interpretata da un'attrice bambina, Lynette Griffin.

## Produzione
Il film fu prodotto dalla Selig Polyscope Company

## Distribuzione
Distribuito dalla General Film Company, il film - un cortometraggio in tre rulli - uscì nelle sale cinematografiche statunitensi il 1º gennaio 1912.
Non si conoscono copie ancora esistenti della pellicola che viene considerata presumibilmente perduta.